# Isophya mersinensis
Isophya mersinensis är en vårtbitare som beskrevs av Sevgili och Battal Çiplak 2006 och förekommer i tempererade delar av västra Asien. Isophya mersinensis ingår i släktet Isophya och familjen vårtbitare. Inga underarter finns listade.